# Kvinnan bakom allt (film, 1931)
Kvinnan bakom allt är en tysk komedifilm från 1931 i regi av Kurt Gerron.

## Handling
Peter Bergmann är anställd vid en bank. Hans fru Jutta är inte nöjd med hans lön och bestämmer sig för att göra något åt saken. Hon tar initiativ till flera lukrativa affärer genom att påstå att hennes man i själva verket är bankdirektör.

## Rollista
- Heinz Rühmann - Peter Bergmann
- Käthe von Nagy - Jutta Bergmann
- Fritz Grünbaum - Silbermann
- Hermann Vallentin - Marty
- Alfred Abel - Mr. Knast
- Maly Delschaft - Ileana
- Theo Lingen - manager
- Hans Wassmann - Dr. Sommer
- Fritz Alberti - direktör, Landeskreditbank